# حكاية الذيول التسعة
حكاية الذيول التسعة (بالكورية: 구미호뎐)؛ هو مسلسل تلفزيوني كوري جنوبي صدر عام 2020. تم بثه على قناة تي في إن في7 أكتوبر 2020، تم عرضه كل يومي الأربعاء والخميس في الساعة 22:50 بتوقيت كوريا الجنوبية.

## القصة
تعرض القصة الثعلب الأسطوري ذي الذيل التسعة، أو جوميو، لي يون الذي استقر للتو في المدينة. قادرٌ على التحول إلى شكل بشري، يقوم بتطهير الأرواح البشرية، مع خلق الفوضى طوال الوقت. ونام جي آه طالبة ومحررة تلفزيونية تعرض برنامجها الحالي أساطير حضرية. مع أعصابها الفولاذية، لن تتوقف عند أي شيء لتأمين موضوع غير عادي، إن لم يكن خطيرًا، لعرضه. إنها تضع أنظارها على لي يون الذي يبدو جيدًا جدًا لدرجة يصعب تصديقها؛ وسيم، ذكي، لائق؛ في الحقيقة الضيف المثالي. لكن قسوة قلبه ستجعلها تشك في أنه بالفعل من هذا العالم.

## بطولة
- لي دونغ ووك بدور لي يون، الثعلب الأسطوري ذو الذيول التسعة.
- جو بوو أه بدور نام جي آه، تعمل منتجة في شركة إذاعية.
- كيم سانغ بوم في دور لي رانج. إنه أخ لي إيون الاصغر.
- كيم يونغ جي في دور يوري.[6]

## المشاهدات
| الموسم | الموسم | رقم الحلقة | رقم الحلقة | رقم الحلقة | رقم الحلقة | رقم الحلقة | رقم الحلقة | رقم الحلقة | رقم الحلقة | رقم الحلقة | رقم الحلقة | رقم الحلقة | رقم الحلقة | رقم الحلقة | رقم الحلقة | رقم الحلقة | رقم الحلقة | المتوسط |
| الموسم | الموسم | 1          | 2          | 3          | 4          | 5          | 6          | 7          | 8          | 9          | 10         | 11         | 12         | 13         | 14         | 15         | 16         | المتوسط |
| ------ | ------ | ---------- | ---------- | ---------- | ---------- | ---------- | ---------- | ---------- | ---------- | ---------- | ---------- | ---------- | ---------- | ---------- | ---------- | ---------- | ---------- | ------- |
|        | 1      | 1.514      | 1.539      | 1.460      | 1.415      | 1.467      | 1.247      | 1.287      | 1.493      | 1.501      | 1.337      | 1.348      | 1.589      | 1.350      | 1.411      | 1.442      | 1.657      | 1.441   |

| الحلقة | تاريخ البث الأصلي | متوسط حصة الجمهور (AGB Nielsen) | متوسط حصة الجمهور (AGB Nielsen) |
| الحلقة | تاريخ البث الأصلي | على الصعيد الوطني               | سول                             |
| ------ | ----------------- | ------------------------------- | ------------------------------- |
| 1      | 7 أكتوبر 2020     | 5.804%                          | 6.479%                          |
| 2      | 8 أكتوبر 2020     | 5.557%                          | 6.222%                          |
| 3      | 14 أكتوبر 2020    | 5.588٪                          | 5.988٪                          |
| 4      | 15 أكتوبر 2020    | 5.511%                          | 6.075%                          |
| 5      | 21 أكتوبر 2020    | 5.100%                          | 5.352%                          |
| 6      | 22 أكتوبر 2020    | 4.962%                          | 5.800%                          |
| 7      | 28 أكتوبر 2020    | 4.789%                          | 5.433%                          |
| 8      | 29 أكتوبر 2020    | 5.137%                          | 5.666%                          |
| 9      | 5 نوفمبر 2020     | 5.115%                          | 5.623%                          |
| 10     | 6 نوفمبر 2020     | 4.474%                          | 4.776%                          |
| 11     | 12 نوفمبر 2020    | 4.863%                          | 5.010%                          |
| 12     | 13 نوفمبر 2020    | 5.318%                          | 5.828%                          |
| 13     | 25 نوفمبر 2020    | 5.195%                          | 6.275%                          |
| 14     | 26 نوفمبر 2020    | 5.160%                          | 5.923%                          |
| 15     | 2 ديسمبر 2020     | 5.224%                          | 6.082%                          |
| 16     | 3 ديسمبر 2020     | 5.785%                          | 6.436%                          |
| معدل   | معدل              | 5.286%                          | 5.810%                          |

ملاحظات: لن تبث الدراما في اسبوعها السابع عوضا عنها سيعرض حلقات خاصة تركز على شخصيات من الدراما لي رانج ويوري، التي يلعب دورها كيم بوم وكيم يونغ جي قرار تأجيل حلقتين الاسبوع قرر من اجل مصلحة الإنتاج والجودة.

## الإنتاج
- التخطيط العام : لي ميونغ هان (المدير العام لي tvN)
- تخطيط الإنتاج : كيم يونغ كيو (S.D).
- فريق الإنتاج : شركة هاو بيكتشرز.
- موسيقي : هوانغ داي سونغ.

تمثل هذه الدراما عودة الممثل كيم بوم بعد 4 سنوات 
في سبتمبر 2021، أعلن عن إنتاج موسمين من المسلسل، الثاني سيكون في فترة الاستعمار الياباني والموسم الثالث في فترة مملكة جوسون.
في مايو 2022، اعلنت قناة تي في إن عن الموسم الثاني، بأسم حكاية الذيول التسعة 1938، من بطولة كل من لي دونغ ووك، كيم سو يون، كيم بوم، ريو كيونغ. ومن المقرر عرضه في عام 2023
يجمع المسلسل يشمل كل من لي دونغ ووك وكيم بوم مرة أخرى للموسم الثاني.

## الإصدار
كُشف الستار عن ملصق المسلسل التلفزيوني من لي دونغ ووك وجو بوو أه - في 9 سبتمبر 2020، والذي تم وصفه بـ«حب المودة الشديدة».
المسلسل من المقرر أن يبث في 7 أكتوبر على قناة tvN 

### البث الدولي
ستتوفر السلسلة أيضًا بترجمات متعددة اللغات على iQIYI في جنوب شرق آسيا وتايوان.

## روابط خارجية
- الموقع الرسمي
- حكاية الذيول التسعة على iQIYI
- حكاية الذيول التسعة على موقع IMDb (الإنجليزية)
- حكاية الذيول التسعة على موقع نتفليكس (الإنجليزية)
- حكاية الذيول التسعة على موقع كينوبويسك (الروسية)
- حكاية الذيول التسعة على موقع قاعدة بيانات الفيلم (الإنجليزية)
- حكاية الذيول التسعة على هانسينما